# Palazzo Ferniani
Palazzo Ferniani è un palazzo di Faenza della metà del Settecento, situato in via Naviglio, all'angolo con via Campidori.

## Storia
Palazzo Ferniani, sito in via Campidori all'angolo con via Naviglio, fu costruito verso la metà del XVIII secolo dai Conti Ferniani su progetto del faentino Gian Battista Boschi, coadiuvato dal bolognese Alfonso Torreggiani, in ampliamento dell'attiguo palazzo più antico. Nell'angolo del palazzo fu posta la bella statua marmorea dell'Immacolata Concezione, opera dei bolognesi Ottavio e Nicola Toselli. Il portale d'ingresso è sormontato da un elaborato balcone con ringhiera in ferro battuto riportante al centro lo stemma di famiglia, ovverosia l'aquila capeggiante sul mare, sormontata dalla corona comitale. Analogo richiamo allo stemma sono i terminali dei pluviali a foggia d'aquila. All'interno del palazzo la lunga galleria del piano nobile distribuisce le sale, tra cui la grande sala da ballo, da cui si accede alla piccola ed elaborata cappella con pavimento in formelle di ceramica decorate. Il palazzo ospitava, oltre a svariate ceramiche prodotte nei secoli dalla manifattura di famiglia, anche una grande quadreria con autori italiani e stranieri dal XV al XVIII secolo. Nel 1717 il Conte Gaspare III Ferniani vi ospitò l'esule re d'Inghilterra Giacomo III Stuart con tutta la sua corte. Nel 1779 il palazzo fu visitato dal duca Ferdinando I di Parma e, nel 1782, fu ospite l'arciduca Ferdinando d'Austria, destinato a succedere agli Este sul trono di Modena.
Nel 1960 si tenne nel palazzo una vendita all'asta di mobili, arredi ed opere d'arte di proprietà della famiglia.
Nei primi anni sessanta del XX secolo il vasto giardino, retrostante il palazzo, venne in grande parte venduto per costruirvi un complesso residenziale, abbattendo l'alto muro di cinta lungo via Campidori.

## Famiglia

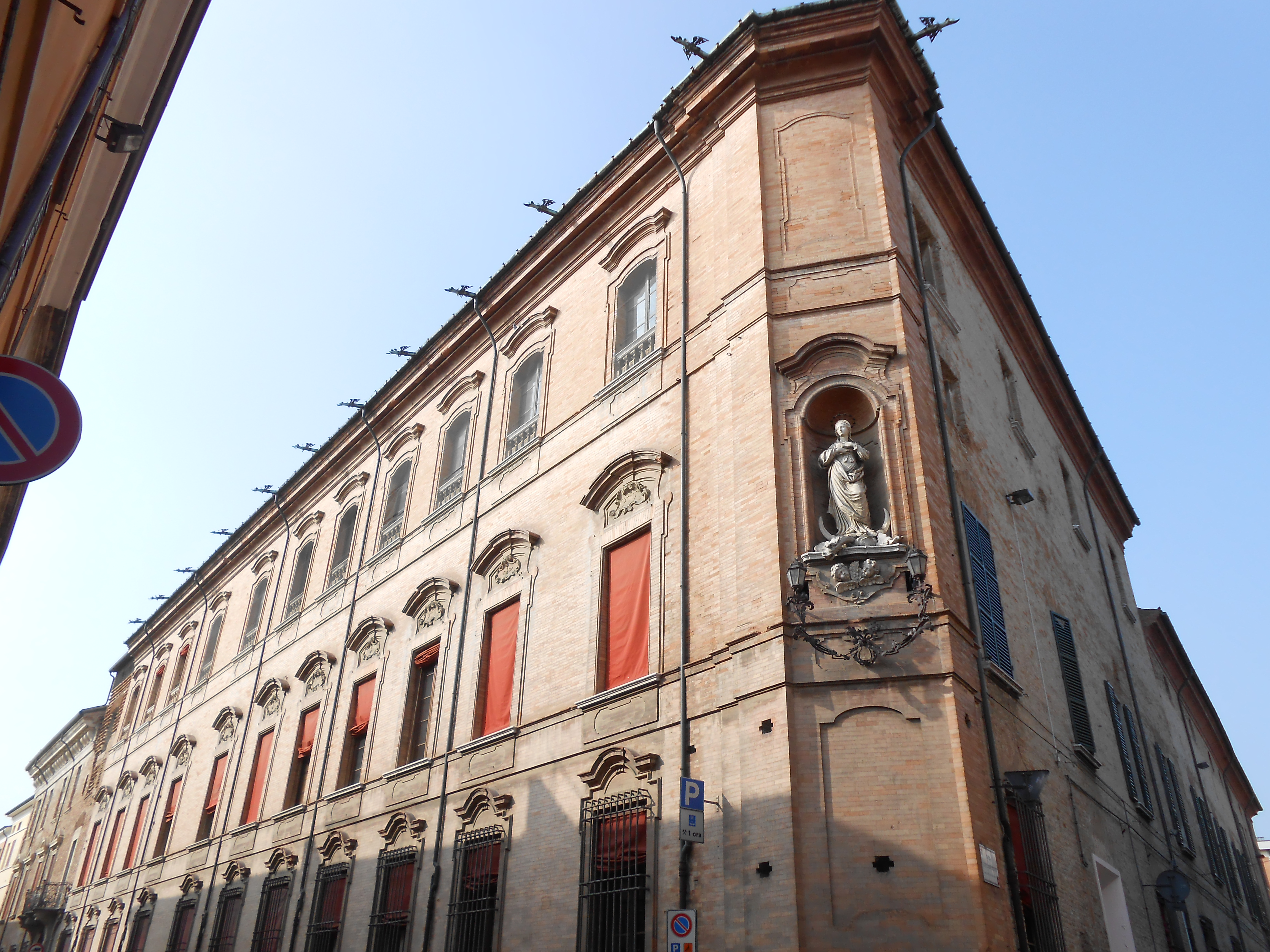
Facciata di Palazzo Ferniani

I Ferniani (Frignani) sono originari del Modenese e in particolare dalla zona di Frignano (d'onde il nome) dove ebbero beni e proprietà fin dal dodicesimo secolo. Dai primi del XIII ebbero incarichi nella vita politica di Modena. Ugolino fu mandato ambasciatore dai Frignanesi ai Bolognesi nel 1220; Cesare, vivente nel 1280, militò sotto le insegne dei Modenesi ed anche dei Faentini, e suo fratello Tommaso, celebre teologo, fu uno degli istitutori del Collegio Teologico dello studio di Bologna, Generale dell'Ordine dei Francescani, Patriarca di Grado e Cardinale nel 1378. Il ricordato Cesare ebbe i due figli Ottaviano, da cui discendono i Conti Ferniani di Faenza, e Crescio, da cui discendono i Conti Frignani di Modena. 
Nel XV secolo un ramo della famiglia si stabilì presso Brisighella, costruendo il castello di Frignano, e dalla metà del XVI secolo s'insediarono con Gaspare a Faenza, dove ebbero cariche, onori e costruirono il palazzo. Iniziarono ad occuparsi dell'attività di manifattura ceramica con AnnibalCarlo, che era nato a Faenza nel 1636, il quale nel 1658 insieme con i suoi fratelli Francesco, Riccardo e Ottaviano comprò da Francesco e Carlo Malatesta la quinta parte del feudo di Castagnolo in Val d'Oppio, con annesso titolo comitale. Tale titolo fu confermato con un breve di Papa Alessandro VII del 17 giugno 1659. Dalle nozze del Conte Annibale Ferniani con la fiorentina Plautilla Nelli, celebrate nel 1773, deriva l'attuale discendenza. Il giovane Conte Giuseppe Ferniani, nato nel 1827, partì da Faenza nel 1848 con il Battaglione universitario romano e combatté a Cornuda e Vicenza.